# Église de Frogner
L'église de Frogner (Frogner kirke) est un temple luthérien dépendant de l'Église de Norvège situé dans le quartier résidentiel de Frogner, à Oslo. L'église a le statut d'église paroissiale. Elle a été construite en style néoroman par Ivar Næss (1878-1936) en 1907 dans un quartier élégant en construction. Aujourd'hui, elle est flanquée d'immeubles. 
Sa façade, ornée d'une sculpture du Christ en bronze (1911), est en granite massif et la façade arrière donnant sur une cour est en briques. L'église a une capacité de 850 places.

## Illustrations

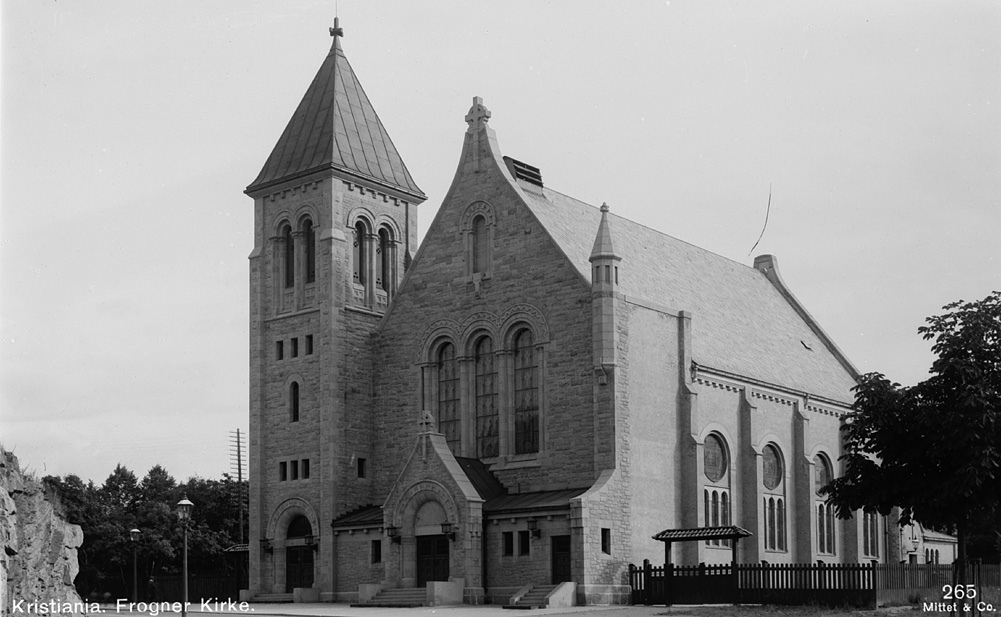
l'église en 1908
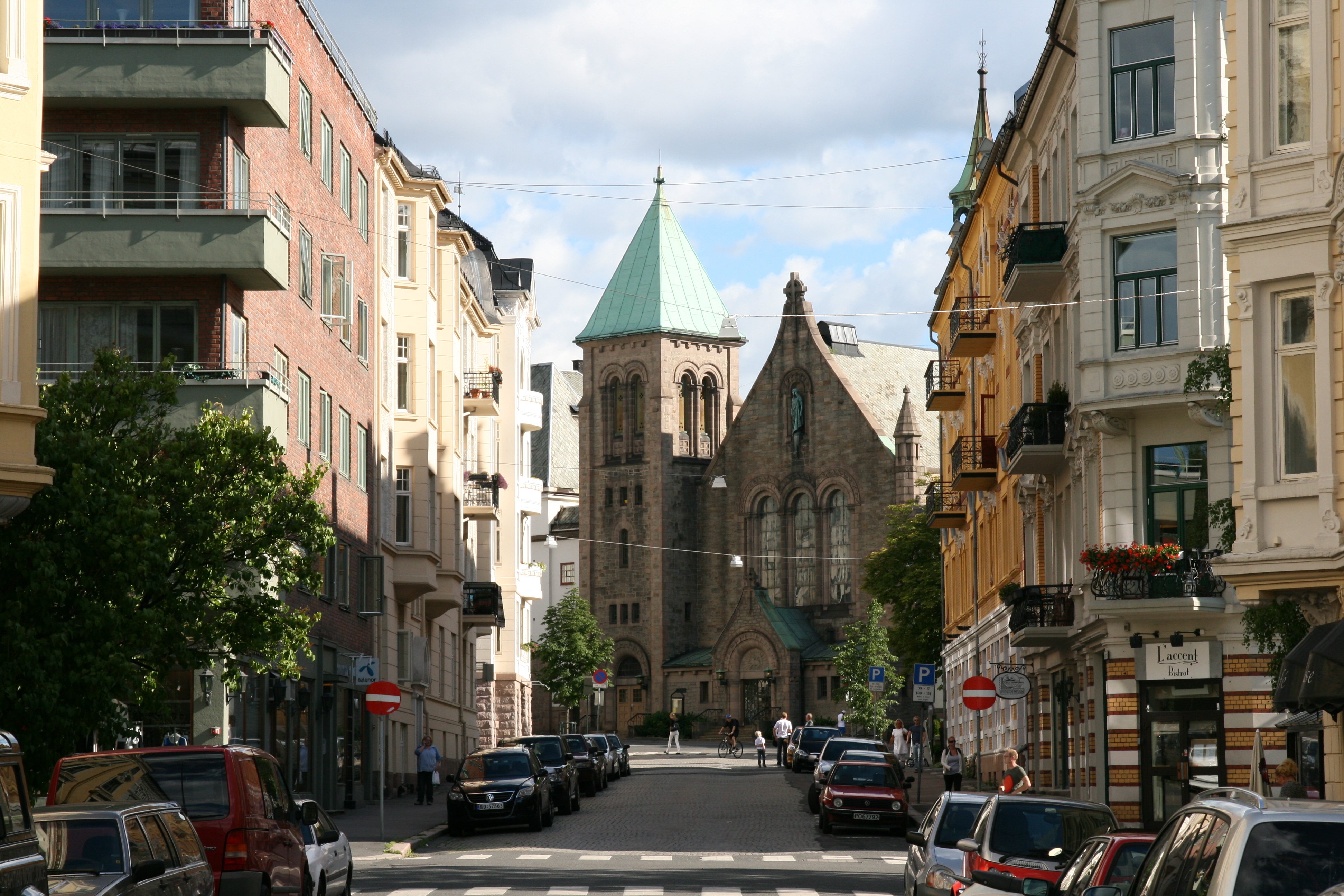
l'église dans le quartier de Frogner